# Печењице
Печењице (слч. Pečenice) насељено је мјесто са административним статусом сеоске општине (слч. obec) у округу Љевице, у Њитранском крају, Словачка Република.

## Становништво
| Година:    | 1994. | 2004.    | 2014.   | 2024.   |
| ---------- | ----- | -------- | ------- | ------- |
| Број људи: | 148   | 129      | 121     | 127     |
| Разлика:   |       | -12,83 % | -6,20 % | +4,95 % |

| Година:    | 2023. | 2024.   |
| ---------- | ----- | ------- |
| Број људи: | 131   | 127     |
| Разлика:   |       | -3,05 % |

Према подацима о броју становника из 2011. године насеље је имало 128 становника.